# 佩夏
佩夏（義大利語：Pescia），是意大利皮斯托亚省的一个市镇。总面积79.14平方公里，人口19762人，人口密度249.7人/平方公里（2009年）。ISTAT代码为047012。